# Lewis Cook
Lewis John Cook (York, Inglaterra, 3 de febrero de 1997) es un futbolista británico que juega como centrocampista en el AFC Bournemouth de la Premier League de Inglaterra.

## Trayectoria

### Leeds United
Cook Se graduó por de la Academia del Leeds United y jugó para los Leeds sub-18 desde que tenía solo 15 años de edad.
Después de hacer una magnífica pretemporada, Cook hizo su debut con el primer equipo del Leeds en el primer partido de la temporada 2014/2015, entrando en el minuto 64 contra el Millwall. hizo su primera aparición en el equipo titular el 12 de agosto de 2014, por el partido de la Copa de la Liga contra el Accrington Stanley.
Aunque el Leeds no terminó en una buena posición al final de temporada, Cook disputó 37 de los 46 partidos de la temporada siendo muy influyente y de los de mejor desempeño en el equipo a lo largo de la temporada. Tan grato fue su juego que consiguió el premio al mejor jugador juvenil del Leeds 2014-15 y el premio a mejor jugador aprendiz 2014-15.
La temporada siguiente Cook volvió a redondear una magnífica temporada, marcando 2 goles en 47 partidos. En esta temporada Lewis Cook ganó el premio al mejor jugador joven de la temporada 2015/2016 así como también el premio al mejor gol de la división en un partido ante el Fulham Football Club.

### AFC Bournemouth
El 8 de julio de 2016 firmó un contrato por 4 años con el AFC Bournemouth. Hizo su debut en un partido contra el Manchester United en el que fue titular y su equipo perdió 3-1 en el comienzo de la Premier League 2016-17. Durante esa temporada no pudo jugar mucho más por una lesión en el tobillo.
Ya en la Premier League 2017-18 se ganó su lugar dentro del equipo titular, lo que valió ser llamado con la selección de fútbol de Inglaterra.

## Selección nacional
En mayo de 2014 fue parte del equipo de Inglaterra sub-17 que ganó el Campeonato de Europa sub-17 de la UEFA, disputando tres de cinco partidos, incluyendo la semifinal y la final. De igual forma participó en procesos sub-16, 18, 19, 20 y 21. De hecho, formó parte del equipo de Inglaterra sub-20 que ganó la Copa Mundial de Fútbol Sub-20 de 2017.
En noviembre de 2017 fue convocado por primera vez para la selección absoluta de Inglaterra para un amistoso ante la selección de fútbol de Brasil pero no puede debutar. En marzo de 2018 vuelve a ser convocado para el proceso de preparación de su selección de cara a la Copa Mundial de Fútbol de 2018. El 27 de marzo se da su tan ansiado debut ante la selección de fútbol de Italia ingresando en el minuto 71 en el Estadio de Wembley. El partido finalizaría 1-1. Su debut tuvo la particularidad de que, al debutar, hizo  ganar una apuesta a su abuelo por un monto cercano a los 20 000 euros. El abuelo había apostado que debutaría con menos de 26 años en su seleccionado.

## Estadísticas

### Clubes
Actualizado el 20 de mayo de 2025.
| Leeds United F. C. Inglaterra                                                              | 2.ª           | 2014-15       | 37  | 0 | 1  | 0 | ― | ― | 38  | 0 | 0    |
| Leeds United F. C. Inglaterra                                                              | 2.ª           | 2015-16       | 43  | 1 | 4  | 1 | ― | ― | 47  | 2 | 0.04 |
| Leeds United F. C. Inglaterra                                                              | Total club    | Total club    | 80  | 1 | 5  | 1 | ― | ― | 85  | 2 | 0.02 |
| AFC Bournemouth Inglaterra                                                                 | 1.ª           | 2016-17       | 6   | 0 | 3  | 0 | ― | ― | 9   | 0 | 0    |
| AFC Bournemouth Inglaterra                                                                 | 1.ª           | 2017-18       | 29  | 0 | 3  | 0 | ― | ― | 32  | 0 | 0    |
| AFC Bournemouth Inglaterra                                                                 | 1.ª           | 2018-19       | 13  | 0 | 2  | 0 | ― | ― | 15  | 0 | 0    |
| AFC Bournemouth Inglaterra                                                                 | 1.ª           | 2019-20       | 27  | 0 | 2  | 0 | ― | ― | 29  | 0 | 0    |
| AFC Bournemouth Inglaterra                                                                 | 2.ª           | 2020-21       | 31  | 1 | 4  | 0 | ― | ― | 35  | 1 | 0.03 |
| AFC Bournemouth Inglaterra                                                                 | 2.ª           | 2021-22       | 28  | 1 | 1  | 0 | ― | ― | 29  | 1 | 0.03 |
| AFC Bournemouth Inglaterra                                                                 | 1.ª           | 2022-23       | 28  | 0 | 3  | 0 | ― | ― | 31  | 0 | 0    |
| AFC Bournemouth Inglaterra                                                                 | 1.ª           | 2023-24       | 33  | 0 | 5  | 0 | ― | ― | 38  | 0 | 0    |
| AFC Bournemouth Inglaterra                                                                 | 1.ª           | 2024-25       | 36  | 1 | 4  | 0 | ― | ― | 40  | 1 | 0.03 |
| AFC Bournemouth Inglaterra                                                                 | Total club    | Total club    | 231 | 3 | 27 | 0 | ― | ― | 258 | 3 | 0.01 |
| Total carrera                                                                              | Total carrera | Total carrera | 311 | 4 | 32 | 1 | ― | ― | 343 | 5 | 0.01 |
| (1) Incluye los datos de la Copa de la Liga de Inglaterra (2014-act.) y FA Cup (2015-act.) |               |               |     |   |    |   |   |   |     |   |      |

## Palmarés

### Títulos internacionales
| Título                                 | Club (*)          | País          | Año  |
| -------------------------------------- | ----------------- | ------------- | ---- |
| Campeonato de Europa Sub-17 de la UEFA | Inglaterra sub-17 | Malta         | 2014 |
| Copa Mundial de Fútbol Sub-20          | Inglaterra sub-20 | Corea del Sur | 2017 |

(*) Incluyendo la selección.